# Stazioni ferroviarie di Breslavia

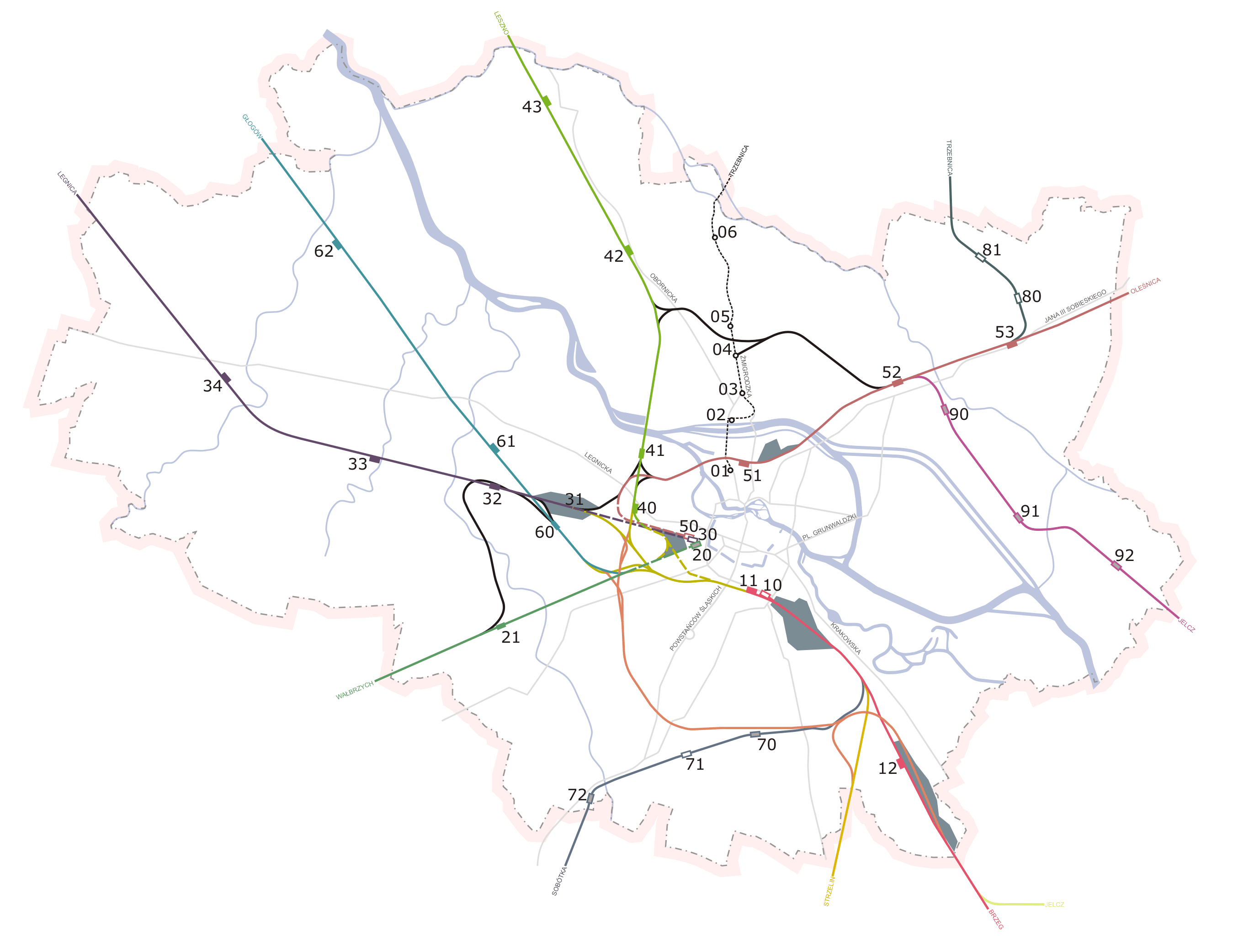
Nodo ferroviario, Breslavia (2011)

L'elenco delle stazioni ferroviarie di Breslavia comprende tutte le stazioni con servizio passeggeri e merci site nell'area cittadina, escluse le stazioni dell'area metropolitana di Breslavia.
| Stazione ferroviaria | Principio | Traffico passeggeri / Traffico merci | Foto |
| -------------------- | --------- | ------------------------------------ | ---- |
| Wrocław Brochów      | 1896      | /                                    |      |
| Wrocław Gądów        | 1844      | / stazione merci                     |      |
| Wrocław Główny       | 1856      | /                                    |      |
| Wrocław Grabiszyn    | 2014      | /                                    |      |
| Wrocław Klecina      | 1884      | /                                    |      |
| Wrocław Kowale       | 1922      | /                                    |      |
| Wrocław Kuźniki      | 1874      | /                                    |      |
| Wrocław Leśnica      | 1844      | /                                    |      |
| Wrocław Mikołajów    | 1856      | /                                    |      |
| Wrocław Muchobór     | 1874      | /                                    |      |
| Wrocław Nadodrze     | 1868      | /                                    |      |
| Wrocław Nowy Dwór    | 1844      | /                                    |      |
| Wrocław Osobowice    | 1856      | /                                    |      |
| Wrocław Partynice    | 1884      | /                                    |      |
| Wrocław Pawłowice    | 1886      | /                                    |      |

| Stazione ferroviariaf | Principio | Traffico passeggeri / Traffico merci | Foto |
| --------------------- | --------- | ------------------------------------ | ---- |
| Wrocław Popowice      | 1856      | /                                    |      |
| Wrocław Pracze        | 1874      | /                                    |      |
| Wrocław Psie Pole     | 1868      | /                                    |      |
| Wrocław Różanka       | 2015      | /                                    |      |
| Wrocław Sołtysowice   | 1868      | /                                    |      |
| Wrocław Stadion       | 2011      | /                                    |      |
| Wrocław Swojczyce     | 1922      | /                                    |      |
| Wrocław Świebodzki    | 1842      | /                                    |      |
| Wrocław Świniary      | 1856      | /                                    |      |
| Wrocław Wojnów        | 1922      | /                                    |      |
| Wrocław Wojszyce      | 1884      | /                                    |      |
| Wrocław Zachodni      | 1843      | /                                    |      |
| Wrocław Zakrzów       | 1886      | /                                    |      |
| Wrocław Żerniki       | 1844      | /                                    |      |